# 伊内兹 (肯塔基州)
伊内兹（英語：Inez），是美国肯塔基州的一座城市。建立于1942年2月5日，面积约为1.7平方公里。根据2010年美国人口普查，该市的人口为717人。